# Bienenkörbchen
Das Bienenkörbchen (Spermodea lamellata) ist eine landlebende Schneckenart aus der Familie der Grasschnecken (Valloniidae); die Familie gehört zur Unterordnung der Landlungenschnecken (Stylommatophora).

## Merkmale
Das Gehäuse ist kugelig mit niedrigkegeligem Apex. Es misst etwa 2 × 2 mm und hat 5,5 bis 6 Umgänge. Die Windungen sind gerundet, und der Nabel ist eng und tief. Die Oberfläche ist mit ausgeprägten, nahezu senkrecht zur Windungsachse stehenden Rippen versehen. Die Rippen sind Auswüchse des organischen Periostracums und daher nur an frischen Exemplaren zu sehen. Bei verwitterten Exemplaren fehlen sie. Durch die Rippen erscheint das Gehäuse leicht irisierend. Es ist honiggelb bis goldbraun gefärbt. Die Mündung ist rundlich bis oval und der Mundsaum ist nicht verdickt, eher dünn und zerbrechlich.

## Vorkommen, Lebensweise und Verbreitung
Das Bienenkörbchen lebt in alten Laub- und Laubmischwäldern in mäßig feuchter Bodenstreu. Das Verbreitungsgebiet kann als nordwesteuropäisch-atlantisch beschrieben werden. Es reicht von Portugal bis zu den Britischen Inseln und im Nordosten bis Nordostpolen. Im Norden zieht sich das Verbreitungsgebiet bis nach Nordnorwegen.

## Systematik
Das Bienenkörbchen ist die Typusart der Gattung Spermodea Westerlund, 1903. Der deutsche Trivialname rührt von der Ähnlichkeit des Gehäuses mit alten Bienenkörben her.